# 夏凡納角
66°59′S 64°45′W / 66.983°S 64.750°W
夏凡納角是南極洲的海岬，位於葛拉漢地東岸的弗因海岸，由英國探險隊繪入地圖，以奧地利極地書誌學家命名，現時由南極條約體系管理。